# Alice White (естрадний хор)
Естрадний хор «Alice White» — український музичний колектив, активний у 2010-2019 роках. Засновник, художній керівник та диригент — Аліса Свешнікова, аспірантка Київського національного університету культури і мистецтв. Хор позиціонує себе як перший естрадний хор в Україні. Хоровий спів колективу поєднується з детально розробленою режисерською постановкою, що включає елементи хореографії. До виступів хору запрошуються також циркові артисти, особлива увага приділяється костюмам. Назва колективу поєднує ім'я його засновника - Аліси Свешнікової з білим кольором, що символізує красу, чистоту і незасвоєний простір для нових творчих відкриттів. 

За перший рік своєї творчої діяльності хор Alice White став одним з найбільш затребуваних музичних колективів в Україні. Дебют колективу на великій сцені відбувся 21 травня 2011 року на Десятому Ювілейному турнірі зі спортивної гімнастики Кубка Олімпійської чемпіонки Стели Захарової у київському Палаці Спорту. Протягом двох років «Alice White» став бажаним гостем і учасником різних концертів і відомих телевізійних проектів в Україні та за її межами:
- Учасником міжнародного фестивалю "ХОРоШОУ", м. Мінськ, 2012 р.[1][2]
- Учасником Рекордного телемарафону української пісні «Пісня об'єднує нас», який увійшов до Книги Рекордів Гіннеса (2012 р.)[3]
- «Фольк - music» на першому національному (2011 - 2013 рр..)[4]
- Телешоу: «X - фактор 2 / Революція» спільно з Владиславом Курасовим і «X - фактор 3» з Іллею Єфімовим (10 листопада 2012 р.) та фіналістами третього сезону Х-фактор (29 грудня 2012 р.)[5]
- Телешоу: «Україна має таланти - 3» на телеканалі СТБ (2011-2012 р.)[6]
- Учасником зйомок телевізійної програми «Все для тебе» в м. Ялта (2011 р.)[7]
- Гостем відкриття Чемпіонату із спортивних бальних танців «Dance Star Festival» у м. Київ (2011 р.)
- На відкритті бою О. Усика та Е. Мендози (2013)[8]

Хор брав участь в благодійних акціях, зокрема благодійному аукціоні картин «Буду жить», організованому «Асоціацією допомоги інвалідам та пацієнтам з ХЛПЗ» задля підтримки людей, що страждають на онкологічні захворювання.  
Репертуар хору Alice White включає кавер-версії світових хітів західної поп- та рок- музики та обробки.